# Caixão
Um caixão, também conhecido por ataúde, esquife, féretro ou urna funerária, é uma caixa ou recipiente resistente e impermeável, provido em seu interior de material absorvente, usada para acondicionamento, transporte e sepultamento de restos mortais humanos. Em casos de cremação, as cinzas resultantes da incineração e moagem dos ossos, são guardadas em um receptáculo denominado urna cinerária.

## Historia

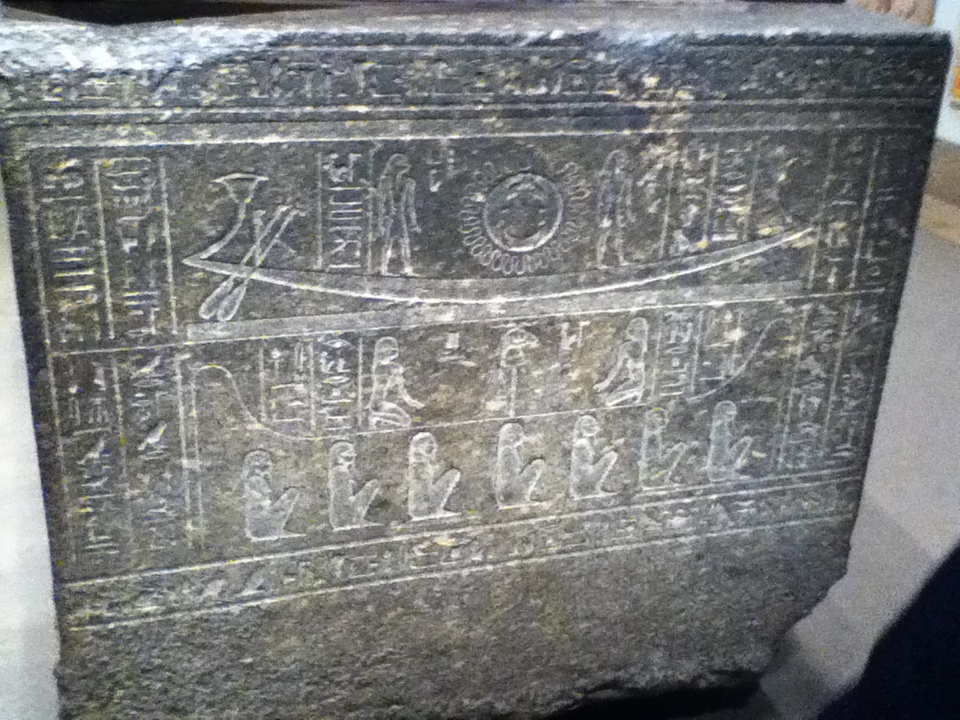
O lado de um antigo sarcófago egípcio

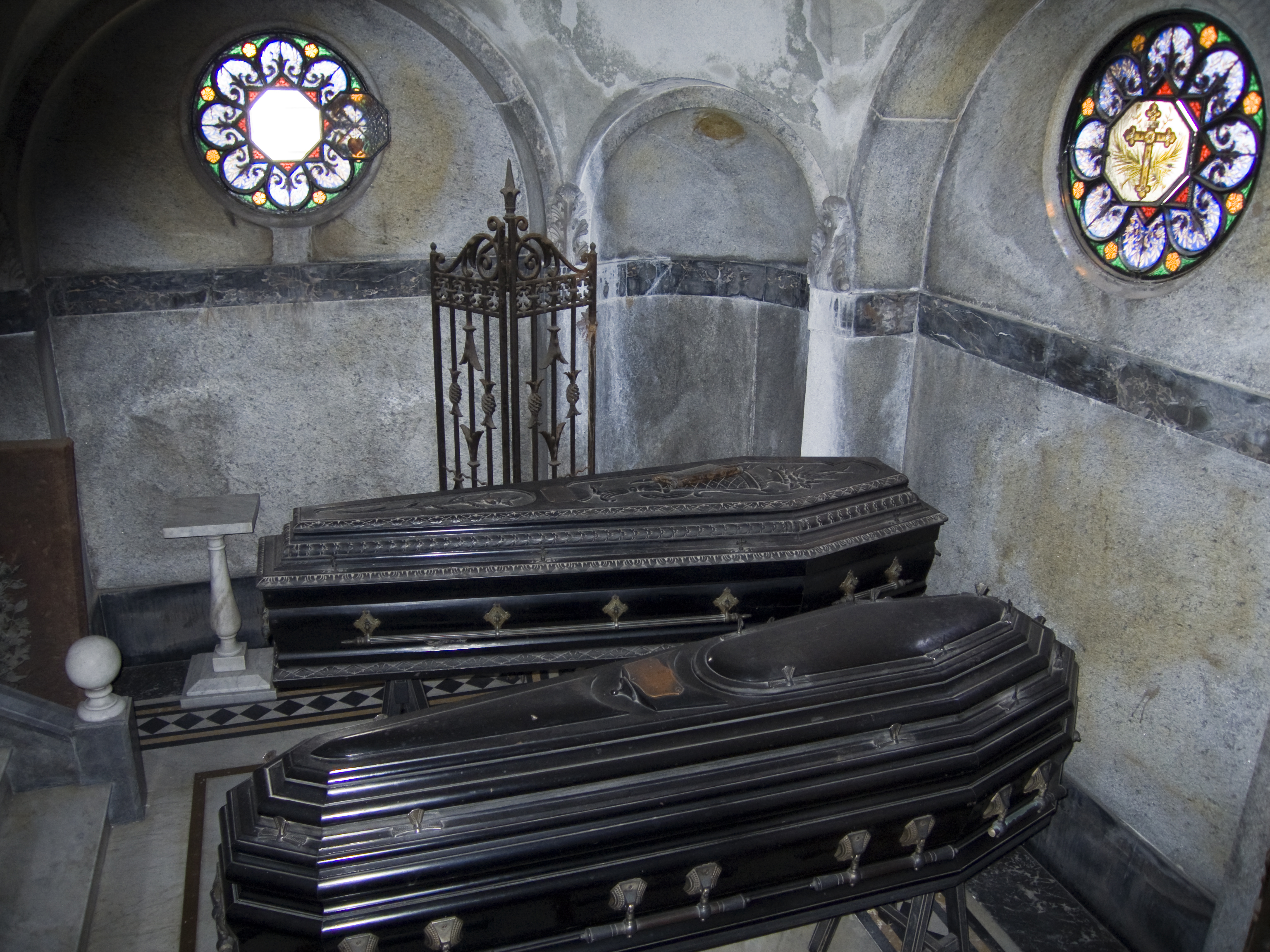
Caixões num mausoléu do Cemitério da Recoleta, Buenos Aires

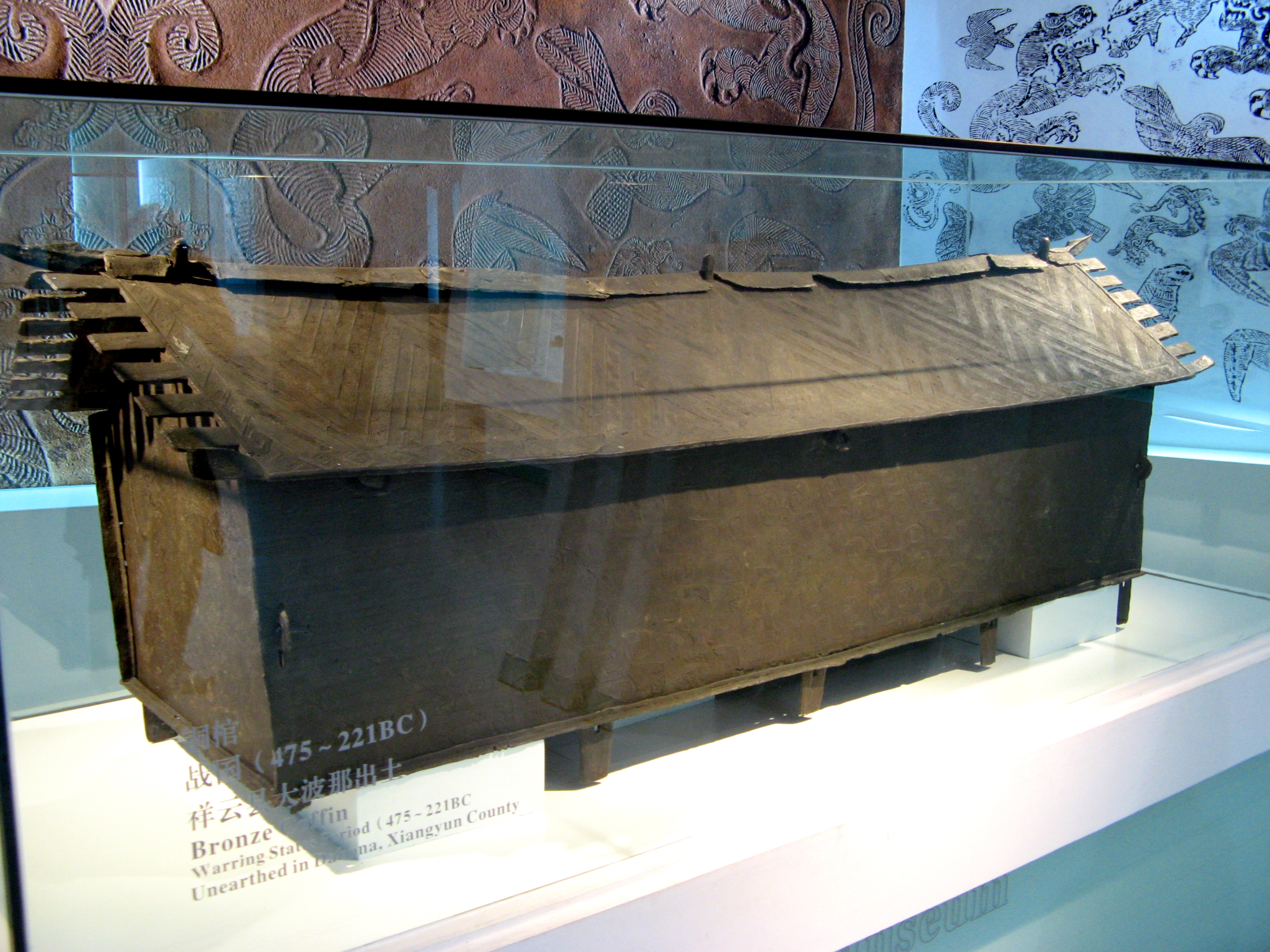
Caixão de bronze, período dos Reinos Combatentes

A evidência mais antiga de restos de caixão de madeira, datada de 5 000 a.C., foi encontrada na Tumba 4 em Beishouling, Shaanxi. Evidências claras de um caixão de madeira retangular foram encontradas na Tumba 152 em um antigo local de Banpo. O caixão de Banpo pertence a uma menina de quatro anos; mede 1,4 m (4,6 pés) por 0,55 m (1,8 pés) e 3–9 cm de espessura. Até 10 caixões de madeira foram encontrados no local da cultura Dawenkou (4 100–2 600 a.C.) em Chengzi, Shandong. A espessura do caixão, determinada pelo número de molduras de madeira em sua composição, também enfatizava o nível de nobreza , conforme mencionado no Clássico dos Ritos, Xunzi and Zhuangzi. Exemplos disso foram encontrados em vários sítios neolíticos: o caixão duplo, o mais antigo dos quais foi encontrado no local da cultura Liangzhu (3400–2250 a.C.) em Puanqiao, Zhejiang, consiste em um caixão externo e um interno, enquanto o caixão triplo, com suas primeiras descobertas nos locais da cultura Longshan (3 000–2 000 a.C.) em Xizhufeng e Yinjiacheng em Shandong, consiste em dois caixões externos e um interno.

## Cremação
Com o ressurgimento da cremação no mundo ocidental, os fabricantes começaram a oferecer opções para quem escolhe a cremação. Alguns optam por usar um caixão feito de madeira ou outros materiais. Outros alugarão um caixão regular durante os serviços. Esses caixões têm um leito removível e forro que é substituído após cada uso. Há também caixões de aluguel com uma casca externa que se parece com um caixão tradicional e uma caixa de papelão que cabe dentro da casca. Ao final dos serviços a caixa interna é retirada e o falecido é cremado dentro desta caixa. A cremação deixa para trás uma média de 2,4 kg de restos conhecidos como "cinzas" ou "cremas". Isso não é tudo cinza , mas inclui fragmentos não queimados de mineral ósseo, que são comumente moídos em pó.